# Stahlhelm, Bund der Frontsoldaten
Lo Stahlhelm, Bund der Frontsoldaten (tedesco per: "Elmetti d'acciaio, Lega dei soldati del fronte"), o più brevemente Der Stahlhelm, fu un'organizzazione paramilitare tedesca di destra, attiva negli anni della Repubblica di Weimar. Dopo il 1926 l'organizzazione subì una evoluzione che la portò da movimento paramilitare (Freikorps) a movimento politico.

## Storia

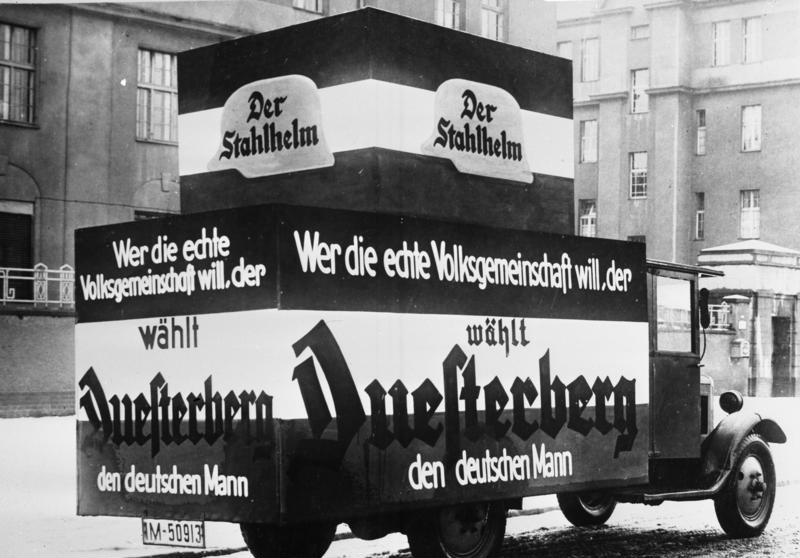
Lo Stahlhelm impegnato nella campagna elettorale di Theodor Duesterberg per le elezioni presidenziali del 1932

Fondati come Corpo Franco alla fine del 1918 dall'industriale ed ex ufficiale della riserva dell'esercito tedesco Franz Seldte a Magdeburgo, presero il nome dal giornale Stahlhelm edito dal Conte Hans Jürgen von Blumenthal, in seguito impiccato per la parte avuta nel complotto del 20 luglio 1944.
Dato il suo carattere originario di associazione di veterani, annoverava tra le sue file numerosi reduci dal fronte di orientamento nazionalista e prevalentemente avverso alla Repubblica di Weimar. Le tendenze filo-monarchiche presenti agli esordi della organizzazione vennero via via scemando parallelamente al suo sviluppo politico. Dopo il fallito Putsch di Kapp del 1920, l'organizzazione guadagnò un ulteriore sostegno da altre unità Freikorps disciolte. Nel 1924 i veterani con esperienza di prima linea, così come nuove reclute formarono nei fatti una forza armata permanente di riserva a fianco della Reichswehr.
Nel 1929 gli Elmetti d'acciaio assunsero sempre più un carattere politico oltre che paramilitare ed entrarono nel comitato che promuoveva il plebiscito contro il piano Young. Tale comitato propose dapprima una petizione popolare e poi un plebiscito per chiedere al governo tedesco di rifiutare il piano Young.
Il 9 ottobre 1929 lo Stahlhelm fu proibito in Renania e Vestfalia con decreto del ministro dell'interno della Prussia, il socialdemocratico Albert Grzesinski, per aver compiuto esercitazioni militari illegali. Nel luglio 1930 il presidente del Reich Paul von Hindenburg, che dello Stahlhelm era presidente onorario, scrisse una lettera al capo del governo prussiano Otto Braun in cui minacciò di non partecipare alle cerimonie previste in Renania per celebrare la fine dell'occupazione della regione qualora il divieto non fosse stato revocato. Grazie all'intermediazione del cancelliere Heinrich Brüning e del ministro dell'interno del Reich Joseph Wirth, entrambi del Partito di Centro, il divieto fu revocato il 16 luglio. Nel 1930 l'organizzazione raggiunse i 500 000 membri, divenendo in tal modo una delle più importanti organizzazioni politiche tedesche.
Nel 1931, allo scopo di far cadere il governo prussiano a guida socialdemocratica di Braun, lo Stahlhelm si fece promotore del plebiscito sullo scioglimento del Landtag prussiano, che si tenne il 9 agosto. Il plebiscito, sostenuto dai partiti di destra e anche dal Partito Comunista di Germania in funzione antisocialdemocratica, fallì a causa del mancato raggiungimento del quorum del 50%.
L'11 ottobre 1931 formò con il DNVP, il NSDAP e lo Alldeutscher Verband il fronte di Harzburg (Harzburger Front), che raccolse per breve tempo tutte le organizzazioni di estrema destra contrarie alla Repubblica di Weimar.
Dopo la vittoria del partito nazionalsocialista alle elezioni del 1932 e la nomina di Hitler a cancelliere nel gennaio 1933, l'importanza politica dell'organizzazione iniziò a declinare. Tra il 1934 e il 1935 gli Elmetti d'acciaio confluirono nelle Sturmabteilung fino al loro definitivo scioglimento, disposto con decreto di Hitler il 7 novembre 1935.